# Attack Decay Sustain Release
Attack Decay Sustain Release is het debuutalbum van Simian Mobile Disco. Het werd voor het eerst uitgebracht op 18 juni 2007 en het bereikte de 59ste positie in de Britse albumlijsten.

## Composities
Alle muziek en teksten zijn geschreven door Jas Shaw en James Ford, tenzij anders aangegeven. 
| 1.                 | Sleep Deprivation               | 4:59 |
| 2.                 | I Got This Down                 | 4:09 |
| 3.                 | It's the Beat (Shaw/Ford/Ninja) | 3:22 |
| 4.                 | Hustler                         | 3:42 |
| 5.                 | Tits & Acid                     | 4:03 |
| 6.                 | I Believe                       | 3:18 |
| 7.                 | Hotdog                          | 3:16 |
| 8.                 | Wooden                          | 3:50 |
| 9.                 | Love                            | 3:02 |
| 10.                | Scott                           | 3:12 |
| Totale duur: 36:53 |                                 |      |